# Großer Preis von Frankreich 2018
Der Große Preis von Frankreich 2018 (offiziell Formula 1 Pirelli Grand Prix de France 2018) fand am 24. Juni auf dem Circuit Paul Ricard in Le Castellet statt und war das achte Rennen der Formel-1-Weltmeisterschaft 2018.

## Bericht

### Hintergründe
Nach dem Großen Preis von Kanada führte Sebastian Vettel in der Fahrerwertung mit einem Punkt vor Lewis Hamilton und mit 35 Punkten vor Valtteri Bottas. In der Konstrukteurswertung führte Mercedes mit 17 Punkten vor Ferrari und mit 72 Punkten vor Red Bull Racing.
Beim Großen Preis von Frankreich stellte Pirelli den Fahrern die Reifenmischungen P Zero Soft (gelb), P Zero Supersoft (rot), P Zero Ultrasoft (violett) sowie für Nässe Cinturato Intermediates (grün) und Cinturato Full-Wets (blau) zur Verfügung.
Der Große Preis von Frankreich war zum ersten Mal seit 2008 Teil des Formel-1-Rennkalenders. Auf dem Circuit Paul Ricard fand das Rennen zuletzt 1990 statt, jedoch auf einer rund zwei Kilometer kürzeren Streckenvariante. Seitdem wurde die Strecke vollständig umgebaut und modernisiert.
Marcus Ericsson (sieben), Romain Grosjean, Kevin Magnussen, Max Verstappen (jeweils fünf), Brendon Hartley (vier), Kimi Räikkönen, Sergio Pérez, Stoffel Vandoorne, Vettel (jeweils drei), Pierre Gasly, Nico Hülkenberg, Daniel Ricciardo, Sergei Sirotkin (jeweils zwei) und Lance Stroll (einer) gingen mit Strafpunkten ins Rennwochenende.
Mit Räikkönen und Fernando Alonso (jeweils einmal) traten zwei ehemalige Sieger zu diesem Grand Prix an. Beide gewannen das Rennen, als es auf dem Circuit de Nevers Magny-Cours ausgetragen wurde.
Rennkommissare waren Garry Connelly (AUS), Yannick Dalmas (FRA), Jean-Marie Krempff (FRA) und Vincenzo Spano (VEN).

### Training
Hamilton war im ersten freien Training mit einer Rundenzeit von 1:32,231 Minuten Schnellster vor Bottas und Ricciardo. Das Training wurde wenige Minuten vor dem Ende abgebrochen, nachdem Ericsson gegen die Streckenbegrenzung geprallt war und das Fahrzeug anschließend Feuer fing. Nach dem ersten freien Training wurde das Geschwindigkeitslimit in der Boxengasse von 80 auf 60 km/h reduziert.
Im zweiten freien Training war Hamilton in 1:32,539 Minuten erneut Schnellster vor Ricciardo und Verstappen.
Im dritten freien Training fuhr Bottas in 1:33,666 Minuten die Bestzeit vor Sainz jr. und Charles Leclerc. Bereits nach wenigen Minuten begann es zu regnen, so dass die meisten Fahrer nur wenige Installationsrunden fuhren.

### Qualifying
Das Qualifying bestand aus drei Teilen mit einer Nettolaufzeit von 45 Minuten. Im ersten Qualifying-Segment (Q1) hatten die Fahrer 18 Minuten Zeit, um sich für das Rennen zu qualifizieren. Alle Fahrer, die im ersten Abschnitt eine Zeit erzielten, die maximal 107 Prozent der schnellsten Rundenzeit betrug, qualifizierten sich für den Grand Prix. Die besten 15 Fahrer erreichten den nächsten Teil. Hamilton war Schnellster. Die Williams- und McLaren-Piloten sowie Hartley schieden aus.
Der zweite Abschnitt (Q2) dauerte 15 Minuten. Die schnellsten zehn Piloten qualifizierten sich für den dritten Teil des Qualifyings. Die Mercedes- und Red-Bull-Piloten fuhren ihre schnellste Runde auf der Supersoft-Mischung, alle übrigen auf Ultrasoft. Hamilton war erneut Schnellster. Ericsson, Gasly, die Force-India-Fahrer und Hülkenberg schieden aus.
Der finale Abschnitt (Q3) ging über eine Zeit von zwölf Minuten, in denen die ersten zehn Startpositionen vergeben wurden. Hamilton fuhr mit einer Rundenzeit von 1:30,029 Minuten die Bestzeit vor Bottas und Vettel. Es war die 74. Pole-Position für Hamilton in der Formel-1-Weltmeisterschaft.
Hartley wurde wegen der Verwendung des vierten Verbrennungsmotors, des vierten Turboladers, der vierten MGU-H, der dritten MGU-K, des dritten Energiespeichers und der dritten Kontrollelektronik in dieser Saison ans Ende des Feldes versetzt.

### Rennen
Beim Start behielt Hamilton die Führung, während Vettel versuchte, Bottas zu überholen, doch die beiden Autos kollidieren und der Finne drehte sich. Beide Autos waren beschädigt und mussten zur Reparatur an die Box. Außerdem kam es zu einer separaten Kollision zwischen Grosjean und Pérez, welche ohne Folgen blieb und Gasly und Ocon, bei der beide Autos auf der Strecke liegen blieben, was zu einer Safety-Car-Phase führte. Hinter Hamilton sortierten sich Verstappen, Sainz jr., Ricciardo, Magnussen, Leclerc und Räikkönen ein. Nach den Stopps fielen sowohl Vettel als auch Bottas an das Ende des Feldes zurück.
Beim Restart überholt Räikkönen fast sofort Leclerc, während Vettel und Bottas ihre Aufholjagd begannen. In Runde 8 überholte Räikkönen auch Magnussen, während Ricciardo Sainz jr. überholte. Zwei weitere Runden überholte dann auch Räikkönen Sainz jr. Zwischenzeitlich wurde Vettel wegen des Startunfalls mit einer Fünf-Sekunden-Zeitstrafe belegt.
Der Deutsche, der weiche Reifen montierte, belegte bereits in Runde 20 den fünften Platz hinter seinem Teamkollegen. Bottas hingegen war Zehnter. In der 23. Runde begünstigte ein Fehler von Leclerc ein Überholen von Hülkenberg. In Runde 25 gab es einen Stopp für Verstappen, der als Vierter vor Vettel wieder zurückkam. Eine Runde später stoppte Sainz jr. Der Stopp von Ricciardo erfolgte in Runde 28. Der Australier kehrte hinter Vettel zurück.
Der Führende des Rennens, Hamilton, wartete bis zur 32. Runde. Der Brite übergab die Führung an Räikkönen, der nach einer weiteren Runde seinen Stopp erledigte. Der Finne kehrte hinter Vettel zurück, der wiederum an Ricciardo vorbeikam. Nach Hamilton waren nun die beiden Red Bull, die beiden Ferrari und Bottas. In Runde 38 gab Vettel die Position an Räikkönen ab. Bottas legte in Runde 39 seinen zweiten Stopp ein, doch ein technisches Problem mit dem Wagenheber kostete ihn viel Zeit. Nach einer Runde stoppte auch Vettel zum zweiten Mal und zog Ultrasoft-Reifen auf. Vettel blieb Fünfter, während Bottas auf den achten Platz zurückfiel.
In der 47. Runde überholte Räikkönen Ricciardo, der Probleme mit der Antriebseinheit hatte. Bei Red Bull gab es auch Probleme mit dem Frontflügel. Ein anderer Fahrer eines Autos mit Renault-Antrieb, Sainz jr., wies ebenfalls auf Probleme mit dem Antriebsaggregat hin.
In Runde 49 explodierte der linke Vorderreifen am Williams von Stroll. Der Fahrer beendete sein Rennen. Die Rennleitung neutralisiert den Grand Prix mit dem virtuellen Safety-Car für die letzten Runden.
Hamilton gewann schlussendlich das Rennen vor Verstappen und Räikkönen. Für Hamilton war es der 65. Sieg seiner Karriere. Verstappen und Räikkönen erzielten ihre dritte Podestplatzierung der Saison. Die weiteren Punkteplatzierungen belegten Ricciardo, Vettel, Magnussen, Bottas, Sainz jr., Hülkenberg und Leclerc.
Hamilton übernahm somit die Führung in der Gesamtwertung vor Vettel, Ricciardo war nun Dritter. In der Konstrukteurswertung blieben die ersten drei Plätze unverändert.

## Meldeliste
| Team                             | Nr. | Fahrer            | Chassis                       | Motor                         | Reifen |
| -------------------------------- | --- | ----------------- | ----------------------------- | ----------------------------- | ------ |
| Mercedes AMG Petronas Motorsport | 44  | Lewis Hamilton    | Mercedes-AMG F1 W09 EQ Power+ | Mercedes-AMG F1 M09 EQ Power+ | P      |
| Mercedes AMG Petronas Motorsport | 77  | Valtteri Bottas   | Mercedes-AMG F1 W09 EQ Power+ | Mercedes-AMG F1 M09 EQ Power+ | P      |
| Scuderia Ferrari                 | 05  | Sebastian Vettel  | Ferrari SF71H                 | Ferrari 062 EVO               | P      |
| Scuderia Ferrari                 | 07  | Kimi Räikkönen    | Ferrari SF71H                 | Ferrari 062 EVO               | P      |
| Aston Martin Red Bull Racing     | 03  | Daniel Ricciardo  | Red Bull Racing RB14          | TAG Heuer                     | P      |
| Aston Martin Red Bull Racing     | 33  | Max Verstappen    | Red Bull Racing RB14          | TAG Heuer                     | P      |
| Sahara Force India F1 Team       | 11  | Sergio Pérez      | Force India VJM11             | Mercedes-AMG F1 M09 EQ Power+ | P      |
| Sahara Force India F1 Team       | 31  | Esteban Ocon      | Force India VJM11             | Mercedes-AMG F1 M09 EQ Power+ | P      |
| Williams Martini Racing          | 18  | Lance Stroll      | Williams FW41                 | Mercedes-AMG F1 M09 EQ Power+ | P      |
| Williams Martini Racing          | 35  | Sergei Sirotkin   | Williams FW41                 | Mercedes-AMG F1 M09 EQ Power+ | P      |
| Renault Sport F1 Team            | 27  | Nico Hülkenberg   | Renault R.S.18                | Renault R.E.18                | P      |
| Renault Sport F1 Team            | 55  | Carlos Sainz jr.  | Renault R.S.18                | Renault R.E.18                | P      |
| Red Bull Toro Rosso Honda        | 28  | Brendon Hartley   | Scuderia Toro Rosso STR13     | Honda RA618H                  | P      |
| Red Bull Toro Rosso Honda        | 10  | Pierre Gasly      | Scuderia Toro Rosso STR13     | Honda RA618H                  | P      |
| Haas F1 Team                     | 08  | Romain Grosjean   | Haas VF-18                    | Ferrari 062 EVO               | P      |
| Haas F1 Team                     | 20  | Kevin Magnussen   | Haas VF-18                    | Ferrari 062 EVO               | P      |
| McLaren F1 Team                  | 14  | Fernando Alonso   | McLaren MCL33                 | Renault R.E.18                | P      |
| McLaren F1 Team                  | 02  | Stoffel Vandoorne | McLaren MCL33                 | Renault R.E.18                | P      |
| Alfa Romeo Sauber F1 Team        | 09  | Marcus Ericsson   | Sauber C37                    | Ferrari 062 EVO               | P      |
| Alfa Romeo Sauber F1 Team        | 16  | Charles Leclerc   | Sauber C37                    | Ferrari 062 EVO               | P      |

## Klassifikationen

### Qualifying
| Pos.                                                                      | Fahrer            | Konstrukteur              | Q1       | Q2       | Q3         | Start |
| ------------------------------------------------------------------------- | ----------------- | ------------------------- | -------- | -------- | ---------- | ----- |
| 01                                                                        | Lewis Hamilton    | Mercedes                  | 1:31,271 | 1:30,645 | 1:30,029   | 01    |
| 02                                                                        | Valtteri Bottas   | Mercedes                  | 1:31,776 | 1:31,227 | 1:30,147   | 02    |
| 03                                                                        | Sebastian Vettel  | Ferrari                   | 1:31,820 | 1:30,751 | 1:30,400   | 03    |
| 04                                                                        | Max Verstappen    | Red Bull Racing-TAG Heuer | 1:31,531 | 1:30,818 | 1:30,705   | 04    |
| 05                                                                        | Daniel Ricciardo  | Red Bull Racing-TAG Heuer | 1:31,910 | 1:31,538 | 1:30,895   | 05    |
| 06                                                                        | Kimi Räikkönen    | Ferrari                   | 1:31,567 | 1:30,772 | 1:31,057   | 06    |
| 07                                                                        | Carlos Sainz jr.  | Renault                   | 1:32,394 | 1:32,016 | 1:32,126   | 07    |
| 08                                                                        | Charles Leclerc   | Sauber-Ferrari            | 1:32,538 | 1:32,055 | 1:32,635   | 08    |
| 09                                                                        | Kevin Magnussen   | Haas-Ferrari              | 1:32,169 | 1:31,510 | 1:32,930   | 09    |
| 10                                                                        | Romain Grosjean   | Haas-Ferrari              | 1:32,083 | 1:31,472 | keine Zeit | 10    |
| 11                                                                        | Esteban Ocon      | Force India-Mercedes      | 1:32,786 | 1:32,075 | –          | 11    |
| 12                                                                        | Nico Hülkenberg   | Renault                   | 1:32,949 | 1:32,115 | –          | 12    |
| 13                                                                        | Sergio Pérez      | Force India-Mercedes      | 1:32,692 | 1:32,454 | –          | 13    |
| 14                                                                        | Pierre Gasly      | Scuderia Toro Rosso-Honda | 1:32,447 | 1:32,460 | –          | 14    |
| 15                                                                        | Marcus Ericsson   | Sauber-Ferrari            | 1:32,804 | 1:32,820 | –          | 15    |
| 16                                                                        | Fernando Alonso   | McLaren-Renault           | 1:32,976 | –        | –          | 16    |
| 17                                                                        | Brendon Hartley   | Scuderia Toro Rosso-Honda | 1:33,025 | –        | –          | 20    |
| 18                                                                        | Stoffel Vandoorne | McLaren-Renault           | 1:33,162 | –        | –          | 17    |
| 19                                                                        | Sergei Sirotkin   | Williams-Mercedes         | 1:33,636 | –        | –          | 18    |
| 20                                                                        | Lance Stroll      | Williams-Mercedes         | 1:33,729 | –        | –          | 19    |
| 107-Prozent-Zeit: 1:37,659 min (bezogen auf Q1-Bestzeit von 1:31,271 min) |                   |                           |          |          |            |       |

Anmerkungen
1. ↑  Hartley wurde für die Verwendung einer neuen Power Unit ans Ende des Feldes versetzt.

### Rennen
| Pos. | Fahrer            | Konstrukteur              | Runden | Stopps | Zeit        | Start | Schnellste Runde |
| ---- | ----------------- | ------------------------- | ------ | ------ | ----------- | ----- | ---------------- |
| 01   | Lewis Hamilton    | Mercedes                  | 53     | 1      | 1:30:11,385 | 01    | 1:34,509 (49.)   |
| 02   | Max Verstappen    | Red Bull Racing-TAG Heuer | 53     | 1      | + 7,090     | 04    | 1:34,275 (47.)   |
| 03   | Kimi Räikkönen    | Ferrari                   | 53     | 1      | + 25,888    | 06    | 1:34,398 (48.)   |
| 04   | Daniel Ricciardo  | Red Bull Racing-TAG Heuer | 53     | 1      | + 34,736    | 05    | 1:35,382 (37.)   |
| 05   | Sebastian Vettel  | Ferrari                   | 53     | 2      | + 1:01,935  | 03    | 1:34,485 (42.)   |
| 06   | Kevin Magnussen   | Haas-Ferrari              | 53     | 1      | + 1:19,364  | 09    | 1:35,425 (50.)   |
| 07   | Valtteri Bottas   | Mercedes                  | 53     | 2      | + 1:20,632  | 02    | 1:34,225 (41.)   |
| 08   | Carlos Sainz jr.  | Renault                   | 53     | 1      | + 1:27,184  | 07    | 1:35,638 (46.)   |
| 09   | Nico Hülkenberg   | Renault                   | 53     | 1      | + 1:31,989  | 12    | 1:35,873 (46.)   |
| 10   | Charles Leclerc   | Sauber-Ferrari            | 53     | 1      | + 1:33,873  | 08    | 1:35,977 (45.)   |
| 11   | Romain Grosjean   | Haas-Ferrari              | 52     | 1      | + 1 Runde   | 10    | 1:35,695 (47.)   |
| 12   | Stoffel Vandoorne | McLaren-Renault           | 52     | 1      | + 1 Runde   | 17    | 1:36,675 (48.)   |
| 13   | Marcus Ericsson   | Sauber-Ferrari            | 52     | 1      | + 1 Runde   | 15    | 1:36,494 (37.)   |
| 14   | Brendon Hartley   | Scuderia Toro Rosso-Honda | 52     | 1      | + 1 Runde   | 20    | 1:36,839 (40.)   |
| 15   | Sergei Sirotkin   | Williams-Mercedes         | 52     | 1      | + 1 Runde   | 18    | 1:38,300 (35.)   |
| 16   | Fernando Alonso   | McLaren-Renault           | 50     | 2      | DNF         | 16    | 1:35,133 (48.)   |
| 17   | Lance Stroll      | Williams-Mercedes         | 48     | 1      | DNF         | 19    | 1:38,319 (35.)   |
| –    | Sergio Pérez      | Force India-Mercedes      | 27     | 0      | DNF         | 13    | 1:38,319 (25.)   |
| –    | Esteban Ocon      | Force India-Mercedes      | 0      | 0      | DNF         | 11    | –                |
| –    | Pierre Gasly      | Scuderia Toro Rosso-Honda | 0      | 0      | DNF         | 14    | –                |

Anmerkungen
1. ↑  Sirotkin erhielt nachträglich eine Zeitstrafe von fünf Sekunden, da er hinter dem Safety-Car unnötig langsam fuhr.

## WM-Stände nach dem Rennen
Die ersten zehn des Rennens bekamen 25, 18, 15, 12, 10, 8, 6, 4, 2 bzw. 1 Punkt(e).

### Fahrerwertung
| Pos. | Fahrer           | Konstrukteur              | Punkte |
| ---- | ---------------- | ------------------------- | ------ |
| 01   | Lewis Hamilton   | Mercedes                  | 145    |
| 02   | Sebastian Vettel | Ferrari                   | 131    |
| 03   | Daniel Ricciardo | Red Bull Racing-TAG Heuer | 96     |
| 04   | Valtteri Bottas  | Mercedes                  | 92     |
| 05   | Kimi Räikkönen   | Ferrari                   | 83     |
| 06   | Max Verstappen   | Red Bull Racing-TAG Heuer | 68     |
| 07   | Nico Hülkenberg  | Renault                   | 34     |
| 08   | Fernando Alonso  | McLaren-Renault           | 32     |
| 09   | Carlos Sainz jr. | Renault                   | 28     |
| 10   | Kevin Magnussen  | Haas-Ferrari              | 27     |

| Pos. | Fahrer            | Konstrukteur              | Punkte |
| ---- | ----------------- | ------------------------- | ------ |
| 11   | Pierre Gasly      | Scuderia Toro Rosso-Honda | 18     |
| 12   | Sergio Pérez      | Force India-Mercedes      | 17     |
| 13   | Esteban Ocon      | Force India-Mercedes      | 11     |
| 14   | Charles Leclerc   | Sauber-Ferrari            | 11     |
| 15   | Stoffel Vandoorne | McLaren-Renault           | 8      |
| 16   | Lance Stroll      | Williams-Mercedes         | 4      |
| 17   | Marcus Ericsson   | Sauber-Ferrari            | 2      |
| 18   | Brendon Hartley   | Scuderia Toro Rosso-Honda | 1      |
| 19   | Romain Grosjean   | Haas-Ferrari              | 0      |
| 20   | Sergei Sirotkin   | Williams-Mercedes         | 0      |

### Konstrukteurswertung
| Pos. | Konstrukteur              | Punkte |
| ---- | ------------------------- | ------ |
| 1    | Mercedes                  | 237    |
| 2    | Ferrari                   | 214    |
| 3    | Red Bull Racing-TAG Heuer | 164    |
| 4    | Renault                   | 62     |
| 5    | McLaren-Renault           | 40     |

| Pos. | Konstrukteur              | Punkte |
| ---- | ------------------------- | ------ |
| 06   | Force India-Mercedes      | 28     |
| 07   | Haas-Ferrari              | 27     |
| 08   | Scuderia Toro Rosso-Honda | 19     |
| 09   | Sauber-Ferrari            | 13     |
| 10   | Williams-Mercedes         | 4      |